# Bagmati (zona)
Bagmati (em nepali: बागमती अञ्चल; transl. Bāgmatī Añcal) é uma zona do Nepal. Está inserida na região do Centro e leva o nome do rio Bagmati, que a atravessa. Possui uma população de 2 250 805 habitantes e uma área de 9 428 km². Sua capital é a cidade de Catmandu, que é ao mesmo tempo a capital do país.

## Distritos
A zona de Bagmati está dividida em oito distritos:
- Bhaktapur
- Dhading
- Katmandu
- Kavrepalanchok
- Lalitpur
- Nuwakot
- Rasuwa
- Sindhulpalchok